# Претендент на инвалидитет
Претендент на инвалидитет је термин у поткултури (као скупу норми, вредности и образаца понашања који разликују културу једне групе људи од културе шире заједнице којој та група припада) који означава особу која се понаша као да је инвалид. Може се класификовати као врста лажног поремећаја или као медицински фетишизам.
Особе са овим стањем често себе називају „трансабледери“ (особе са поремећајем  телесног интегритета : након што су имали ампутацију или другу операцију ради уклањања или промене здравог органа или дела тела).

## Опште информације
Претенденти на инвалидитет према неким истраживачима могу бити „карика која недостаје“ између присталица инвалидних особа који желе да успоставе везу привлачећи особе са инвалидитетом и оних који активно желе да постану инвалиди. Многи од њих користе претварање као начина за умиривање интензиван емоционални бол повезаног са поремећајем идентитета и телесног интегритета.
Претварање има различите облике. На пример неки су корисници сајтова за ћаскање на интернету како би  се додворили поклоницима ових сајтова за које су претпоставили да су жене откривене као мушки поклоници.  Овај облик претварања (где они извлачи задовољство претварајући се да су жене са инвалидитетом) указује на веома широку предиспозицију за претварање међу њубитељима сајта.
Претварање укључује облачење и понашање на начин типичан за особе са инвалидитетом, укључујући коришћење помагала (наочаре, слушни апарати, протезе, инхалатори, штапови за ходање, ш такође може имати облик обмане који користе претенденти на инвалидитет како би убедили свог сексуалног партнера да и он игра улогу особе са инвалидитетом. 
Претварање се може практиковати приватно, интимно или јавно и може заузети изненађујуће дуге периоде. У последњем случају, неки претенденти на инвалидитет се надају да би инвалидитет могао постати трајни, као што је некроза ткива узрокована ссмањеним снабдевањем крвљу одређеног дела тела.
Људи са овим стањем могу себе називати „трансаблед“ (енг. transabled - особе са поремећајем  телесног интегритета : након што су имали ампутацију или другу операцију ради уклањања или промене здравог органа или дела тела).